# Psathyrella corrugis
Psathyrella corrugis, es la especie tipo del género de hongo basidiomiceto Psathyrella y la familia Psathyrellaceae. Originalmente descriptiva en Europa como "Agaricus corrugis", la especie es considerada no tóxica pero no posee sabor ni textura.

## Nomenclatura
El lectotipo de Psathyrella es Psathyrella gracilis, sin embargo Psathyrella corrugis due publicado en 1794, 27 años antes que Psathyrella gracilis fuera publicado por primera vez, lo que hace que P. corrugis sea el nombre correcto. El nombre que se le da aquí se ajusta al Index Fungorum.

## Galería

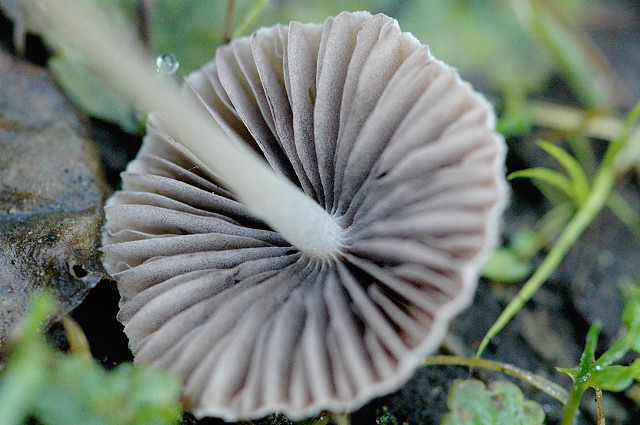
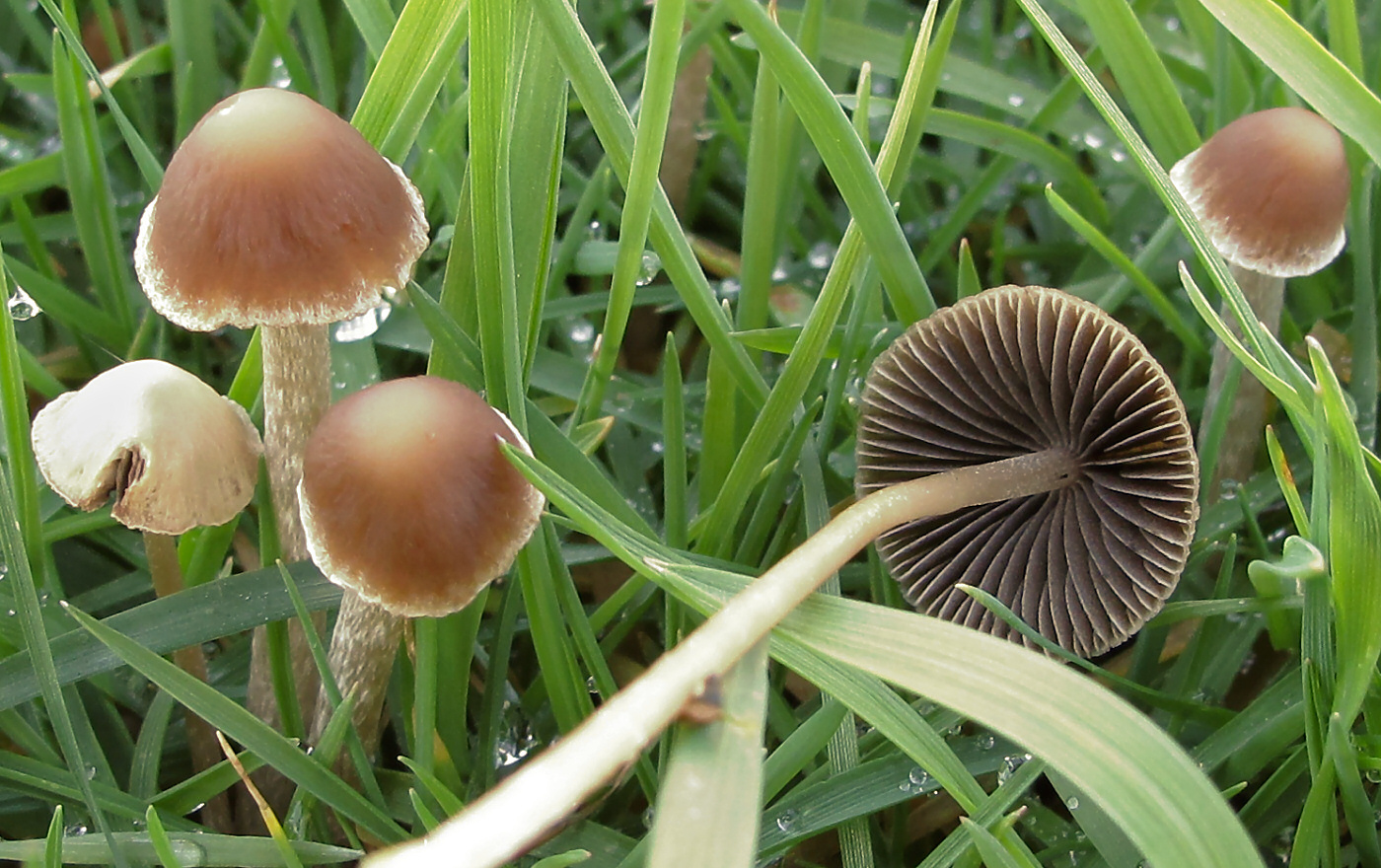
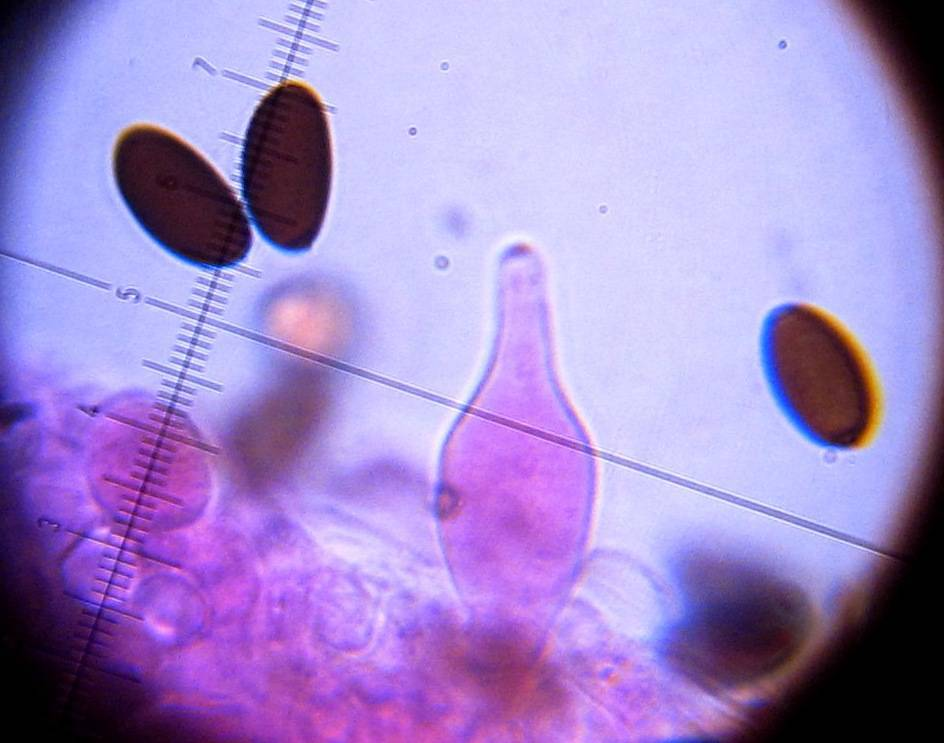